# سيباستيان سايز
سيباستيان سايز (بالإسبانية: Sebastián Sáez)‏ (مواليد 24 يناير 1985، لاعب كرة قدم أرجنتيني يجيد اللعب في الهجوم لعب سابقاً مع نادي الوكرة في دوري نجوم قطر ونادي الإمارات في دوري الخليج العربي الإماراتي .

## روابط خارجية
- سيباستيان سايز على موقع قاعدة بيانات كرة القدم.إي يو (الإنجليزية)
- سيباستيان سايز على موقع Soccerway.com (الإنجليزية)